# Эмме (река)
Эмме (устар. Большая Эмме, Эммен, Эммат; нем. Emme, Grosse Emme) — река в Швейцарии, правый приток средней Аре, протекает в знаменитой долине Эмменталь по территории кантонов Берн, Люцерн и Золотурн.
Длина реки составляет 73 км. Бассейн охватывает территорию в 983 км². Средний расход воды в устье составляет около 20 м³/с.
Эмме начинается к югу от горы Хогант (высотой 2197 м) в Швейцарских Предальпах на юго-востоке кантона Берн. До слияния в нижнем течении с левым притоком Уртенен течёт преимущественно на северо-запад, потом — на север. Впадает в Аре ниже Золотурна.

## Источник
- Emme (нем.). Архивировано из оригинала 21 октября 2007 года.